# 非線型シグマモデル
場の量子論において、非線型シグマモデル (nonlinear σ model) は、対象多様体と呼ばれる非線型多様体 T 上に値をとるスカラー場 Σ である。非線型シグマモデルは Gell-Mann & Lévy (1960, section 6) により導入され、彼らのモデルの中の σ と呼ばれるスピンを持たないメソンに対応する場に因んで命名された。

## 概要
対象多様体 T はリーマン計量 g を持つ。Σ はミンコフスキー空間 M から T への微分可能写像である。
このとき、現代のカイラル形式におけるラグランジアン密度は、
{\displaystyle {\mathcal {L}}={1 \over 2}g(\partial ^{\mu }\Sigma ,\partial _{\mu }\Sigma )-V(\Sigma )}
で与えられる。ここに + − − − の計量符号を使い、偏微分  ∂Σ は T×M のジェット束の切断により与えられ、V はポテンシャルである。
n を T の次元とすると、座標 Σa (a = 1, ..., n) での表記では、
{\displaystyle {\mathcal {L}}={1 \over 2}g_{ab}(\Sigma )(\partial ^{\mu }\Sigma ^{a})(\partial _{\mu }\Sigma ^{b})-V(\Sigma )}
である。
2次元以上では、非線型シグマモデルはその次元と同じ結合定数を持つので、摂動的には繰り込み可能ではない。しかしながら、非線型シグマモデルは、格子による定式化においても、繰り込み群の非自明な紫外固定点を持つ。また、ケネス・ウィルソンにより元々の提案がなされている二重展開においても、繰り込み群の非自明な紫外固定点を持つ。 
どちらのアプローチにおいても、O(n)-対称モデルの中の非自明な繰り込み群の固定点を見つけることができ、次元が 2より大きな場合は、秩序相と非秩序相を分離する臨界点を記述することができる。加えて、O(n) モデルは物理的にはハイゼンベルク強磁性(Heisenberg ferromagnet)や関連するモデルを記述するので、改良された格子理論や量子場理論の予想は臨界現象(critical phenomena)についての実験と比較することができる。O(n) モデルはハイゼンベルク強磁性と関連する物理系を記述ので、臨界現象の実験と比較することが可能である。従って、この系は 2次元にある O(n)-対称モデルの物理的振舞いを正確に記述するナイーブな摂動論が失敗し、格子定式化のようなより複雑な非摂動的な方法を必要としていることを示している。
このことは、有効場の理論としてのみ発生させることができることを意味する。対象多様体の曲率と同じオーダーをの 2点連結相関函数(connected correlation function)となる距離スケールの周囲に新しい物理を必要としている。このことを理論のUV完備化(UV completion)と呼ぶ。非線型シグマモデルには内部対称群 G * を持つ特別なクラスが存在する。G をリー群とし H をリー部分群とすると、商位相空間 G/H は（H は閉部分集合であるというような、あるテクニカルな制限を入れて）多様体であり、かつ、G の等質空間である。言い換えると、G の非線型的な実現(nonlinear realization)である。多くの場合、G/H は G−不変なリーマン計量を持つことができる。例えば、G がコンパクト群(compact group)であれば、これは常に成立する。G-不変なリーマン計量と零ポテンシャルを備えた対象多様体として G/H を持つ非線型シグマモデルは、非線型シグマモデルの商空間（あるいは、コセット空間）と呼ばれる。
経路積分(path integral)を計算するとき、汎函数測度は g の行列式の平方根によって「重み付けられる」必要がある。
{\displaystyle {\sqrt {\det g}}\,{\mathcal {D}}\Sigma .}

## 繰り込み
ワールドシートと名付けられた 2次元の多様体が求められる弦理論に、このモデルが適合することが明らかとなっている。この一般化された繰り込み性の価値は、ダニエル・フリーダン(Daniel Friedan)により示された。理論が摂動論の主要項のオーダーで
{\displaystyle \lambda {\frac {\partial g_{ab}}{\partial \lambda }}=\beta _{ab}(T^{-1}g)=R_{ab}+O(T^{2})~,}
という形の繰り込み群方程式を持つことを、彼は示した。ここの Rab は対象多様体のリッチテンソルである。
このことは、固定点を持つ対象多様体のアインシュタイン場の方程式に従うリッチフローを表している。摂動論のこのオーダーでの共形不変性は、量子補正のために失われることはなく、このモデルの量子場理論は正しいくりこみであることを認めると、そのような固定点の存在は適切となる。
さらに非線型な相互作用を追加すると、フレーバーカイラルアノマリーは、WZWモデルとして結果する。このモデルはくりこみ性を保存し、テレパラリズム(teleparallelism)も考えに入れた赤外固定点(infrared fixed point)を導き、捩率テンソルを含むフローの幾何学を議論することとなる ("geometrostasis")。

## O(3) 非線型シグマモデル
トポロジカルな性質のため特に興味の持たれている例は、ラグランジアン密度
{\displaystyle {\mathcal {L}}={\tfrac {1}{2}}\ \partial ^{\mu }{\hat {n}}\cdot \partial _{\mu }{\hat {n}}}
を持つ次元 1 + 1 の中の {\displaystyle {\mathcal {O}}(3)} 非線型シグマモデルである。ここに {\displaystyle {\hat {n}}=(n_{1},n_{2},n_{3})} であり、拘束条件 {\displaystyle {\hat {n}}\cdot {\hat {n}}=1} を持ち、μ = 1, 2 とする。 
このモデルは、無限遠点でラグランジアン密度が 0 となる（{\displaystyle {\hat {n}}=} 定数 を意味する）ので、トポロジカルな有限な作用の解を持つ。従って、有限作用解のクラスでは、無限遠点をひとつの点をみなすことができる、つまり、時空はリーマン球面と同一視することができる。
{\displaystyle {\hat {n}}} の場は、同様に球面上にあり、写像 {\displaystyle S^{2}\to S^{2}} は、明らかに、2次元球面の第二ホモトピー群により分類される解である。これらの解は {\displaystyle {\mathcal {O}}(3)} インスタントン(instanton)と呼ばれる。